# K Beerschot VA
Beerschot VA – belgijski klub piłkarski, mający siedzibę w dzielnicy Wilrijk w mieście Antwerpia, w północnej części kraju. Obecnie gra w Eerste klasse B.

## Historia
Chronologia nazw:
- 1921: Football Club Wilrijk
- 1946: Koninklijke Football Club Wilrijk
- 1993: KFC Olympia Wilrijk – po fuzji z Olympia Wilrijk '72
- 2013: FCO Beerschot Wilrijk
- 2017: KFCO Beerschot Wilrijk
- 2019: K Beerschot VA

Klub piłkarski Football Club Wilrijk został założony w miejscowości Wilrijk (do 1983 osobne miasteczko) w 1921 roku, po czym 11 lutego 1921 dołączył do UBSSA. W wyniku wprowadzenia w 1926 roku trzeciego poziomu ogólnokrajowego, klub w sezonie 1926/27 debiutował Bevordering. Niestety zespół zajął trzecie miejsce od końca w grupie A, spadając po zaledwie jednym sezonie. W grudniu 1926 roku w belgijskiej piłce nożnej powstał rejestr matriculaire, czyli rejestr klubów zgodnie ich dat założenia. Racing otrzymał nr rejestracyjny matricule 155. W sezonie 1931/32 zwiększono liczbę uczestników trzeciej dywizji, co spowodowało, że klub po raz drugi znalazł się na szczeblu krajowym. Po dwóch sezonach w Bevordering ponownie został zdegradowany do rozgrywek regionalnych. W sezonie 1935/36 startował znów w Bevordering i po dwóch sezonach w 1937 wygrał grupę B, zdobywając awans do Tweede Afdeling (D2). Pierwszy sezon na drugim poziomie zakończył na 11.pozycji w grupie A, a w sezonie 1938/39 zajął przedostatnie 13.miejsce w grupie A i kolejny sezon musiałby rozpocząć w trzeciej dywizji, jednak z powodu wybuchu II wojny światowej rozgrywki piłkarskie zostały zawieszone na dwa lata. Po wznowieniu rozgrywek występował w Bevordering, a w następnym sezonie 1942/43 spadł do ligi prowincjalnej. Dopiero po zakończeniu II wojny światowej w sezonie 1945/46 ponownie zagrał na trzecim poziomie. W 1946 roku klub został uznany przez "Société Royale" w związku z czym przemianowany na Koninklijke Football Club Wilrijk. Ale po trzech sezonach w 1949 ponownie spadł do rozgrywek prowincjalnych. W 1952 roku w wyniku reformy systemu lig klub został wprowadzony czwarty poziom ogólnokrajowy zwany Vierde klasse. Przez kolejne dziesięciolecia klub grał w prowincjonalnych seriach.
W 1993 roku klub połączył się z Olympia Wilrijk '72. Ten młodszy klub z Wilrijka został założony w 1972 roku przez niektórych członków zarządu, którzy odłączyli się od KFC Wilrijk i był zrzeszony w Belgijskim Związku Piłki Nożnej pod numerem 7727. Zjednoczony klub otrzymał nazwę KFC Olympia Wilrijk (KFCO Wilrijk) i kontynuował historię z numerem 155.
W 1994 roku klub po 45 latach obecności wrócił do ligi na poziomie ogólnokrajowym - Vierde klasse (D4). W sezonie 1995/96 zespół zajął trzecie miejsce w grupie B, zaledwie dwa punkty za zwycięzcą KFC Eendracht Zele. Również zajął trzecie miejsce w 2000 roku, ale następnie w barażach o awans do trzeciej dywizji przegrał 0:1 w rundzie drugiej z Seraing RUL.
Potem jednak wyniki stały się bardziej zróżnicowane. W 2002 roku KFCO Wilrijk zajął w grupie trzecie miejsce od dołu i po ośmiu latach spadł z czwartej ligi. Rok później ponownie wrócił do Vierde klasse, w której grał przez kolejne trzy lata, aż do ponownego zdegradowania w 2006 roku. Klub piął się w górę i w dół: ponowny awans do czwartej dywizji w 2008 roku i spadek w 2010 roku.
Po bankructwie pierwszoligowego Beerschot AC w 2013 roku, klub zdecydował się na przyjęcie nazwy Beerschot. Klub chciał kontynuować grę jako KFCO Beerschot Wilrijk i dodać fioletowo-białe barwy klubu Beerschot do swoich własnych kolorów. Jednak KBVB zdecydował, że klub nie może używać litery K (Koninklijke, Królewski), ponieważ zmienił nazwę. W rezultacie klub nosił pierwotną nazwę FCO Beerschot Wilrijk. Klub musiał złożyć nowy wniosek, aby odzyskać nazwę Królewski. 14 czerwca 2017 roku oficjalnie ponownie dodano Koninklijke do nazwy klubu.
W sezonie 2013/14 został mistrzem prowincjalnej ligi Antwerpen i wrócił do czwartej dywizji. W następnym sezonie 2014/15 zwyciężył w grupie C i awansował do trzeciej dywizji. Sezon 2015/16 zakończył ponownie na pierwszej pozycji w grupie B Derde klasse. Jednak przed rozpoczęciem sezonu 2016/17 doszło do reorganizacji systemu lig. W wyniku tej zmiany klub pozostał w trzeciej lidze, zwanej Eerste klasse amateurs. Zespół potwierdził swoją klasę wygrywając mistrzostwo dywizji i awansując do Eerste klasse B (D2). W sezonie 2017/18 wygrał mistrzostwo w rundzie otwarcia (Periode 1) i potem grał w barażach ze zwycięzcą rundy zamknięcia (Periode 2), ale przegrał w dwumeczu 1:0, 1:3 z Cercle Brugge. W następnym sezonie 2018/19 wygrał tym razem Periode 2, ale znów przegrał 0:0, 1:2 w barażach z KV Mechelen.
W sezonie 2018/19 klub po raz pierwszy zakwalifikował się do fazy finałowej Pucharu Belgii (wcześniej nie kwalifikował się jeszcze na poziomie prowincjalnym), ale przegrał 0:3 w 1/8 finału z KAA Gent.
W grudniu 2018 roku klub zdecydował się na zakup starego numeru 13 od Beerschot VAC za 40000 euro. Od 1 lipca 2019 roku klub miał ostatecznie używać tego podstawowego numeru. W czerwcu 2019 roku zostały zmienione logo i nazwę na Koninklijke Beerschot Voetbalclub Antwerpen, w skrócie K Beerschot VA.
W sezonie 2019/20 klub został sklasyfikowany na piątej pozycji po rudzie pierwszej, aby wygrać rundę drugą. Trzeci z rzędu baraż o awans do pierwszej dywizji zakończył się sukcesem. Klub pokonał w dwumeczu 1:0 i 4:1 OH Leuven i zdobył historyczny awans do Eerste klasse A.

## Barwy klubowe, strój
|  |  |

Klub ma barwy fioletowo-białe. Zawodnicy domowe spotkania zazwyczaj grają w fioletowych koszulkach, fioletowych spodenkach oraz fioletowych getrach.

## Sukcesy

### Trofea międzynarodowe
Nie uczestniczył w rozgrywkach europejskich (stan na 31-05-2020).

### Trofea krajowe
| \| \| Zdobyte trofea w rozgrywkach Belgii (stan na: 31-08-2020) \| |                                                           |      |                                                                 |
| Rozgrywki                                                          | Osiągnięcie                                               | Razy | Sezon(y)                                                        |
| · Mistrzostwo                                                      | I miejsce                                                 | 0    |                                                                 |
| · Mistrzostwo                                                      | II miejsce                                                | 0    |                                                                 |
| · Mistrzostwo                                                      | III miejsce                                               | 0    |                                                                 |
| · Mistrzostwo                                                      | ?.miejsce                                                 | 1    | 2020/21                                                         |
| · Puchar                                                           | zdobywca                                                  | 0    |                                                                 |
| · Puchar                                                           | finalista                                                 |      |                                                                 |
| · Puchar                                                           | 1/8 finału                                                | 1    | 2018/19                                                         |
| · II liga                                                          | I miejsce                                                 | 3    | 2017/18 (Periode I), 2018/19 (Periode II), 2019/20 (Periode II) |
| · II liga                                                          | II miejsce                                                | 0    |                                                                 |
| · II liga                                                          | III miejsce                                               | 0    |                                                                 |
| Belgia                                                             | Zdobyte trofea w rozgrywkach Belgii (stan na: 31-08-2020) |      |                                                                 |

- Bevordering/ Derde klasse / Eerste klasse amateurs (D3):
  - mistrz (3x): 1936/37 (B), 2015/16 (B), 2016/17
  - wicemistrz (1x): 1941/42 (B)
  - 3.miejsce (2x): 1947/48 (B), 1935/1936 (C)

- Vierde klasse (D4):
  - mistrz (1x): 2014/15 (C)
  - 3.miejsce (2x): 1995/96 (B), 1999/00 (B)

## Poszczególne sezony

### Rozgrywki międzynarodowe

#### Europejskie puchary
Nie uczestniczył w rozgrywkach europejskich.

### Rozgrywki krajowe
| \| Belgia \| Bilans występów klubu w rozgrywkach piłkarskich Belgii (Stan na 31 maja 2020 r.) \| \| |                                                                                  |        |       |   |   |   |    |    |     |                                                                                    |        |        |      |
| Poziom                                                                                              | Rozgrywki                                                                        | Sezony | Mecze | Z | R | P | B+ | B– | Pkt | Lata                                                                               | Awanse | Spadki | Naj. |
| I                                                                                                   | Eerste klasse A                                                                  | 1      |       |   |   |   |    |    |     | od 2020                                                                            | 0      | 0      | ?    |
| II                                                                                                  | Eerste klasse B                                                                  | 5      |       |   |   |   |    |    |     | 1937–1939, 2017–2020                                                               | 1      | 1      | 1    |
| III                                                                                                 | Provinciale Antwerpen/ Bevordering/ Derde klasse/ Eerste klasse amateurs         | 18     |       |   |   |   |    |    |     | 1921–1927, 1931–1933, 1935–1937, 1941–1943, 1945–1949, 2015–2017                   | 2      | 4      | 1    |
| IV                                                                                                  | Provinciale Antwerpen/ Vierde klasse/ Tweede klasse amateurs/                    | 24     |       |   |   |   |    |    |     | 1927–1931, 1933–1935, 1943/44, 1949–1952, 1994–2002, 2003–2006, 2008–2010, 2014/15 | 4      | 4      | 1    |
| | Puchar Belgii                                                                    | 57     |       |   |   |   |    |    |     | od 1953                                                                            | 0      | 0      | 1/8  |
| Belgia                                                                                              | Bilans występów klubu w rozgrywkach piłkarskich Belgii (Stan na 31 maja 2020 r.) |        |       |   |   |   |    |    |     |                                                                                    |        |        |      |

## Piłkarze, trenerzy, prezydenci i właściciele klubu

### Piłkarze

#### Skład na sezon 2021/2022
| Nr | Poz. | Piłkarz                                      |
| -- | ---- | -------------------------------------------- |
| 1  | BR   | Wouter Biebauw                               |
| 2  | OB   | Jan Van den Bergh                            |
| 3  | PO   | Femi Seriki (wypożyczony z Sheffield United) |
| 4  | OB   | Frédéric Frans                               |
| 5  | PO   | Joren Dom                                    |
| 6  | PO   | Moisés Caicedo (wypożyczony z Brighton)      |
| 8  | PO   | Raphael Holzhauser                           |
| 9  | NA   | Marius Noubissi                              |
| 10 | NA   | Musashi Suzuki                               |
| 11 | NA   | Issa Soumaré                                 |
| 15 | OB   | Pierre Bourdin                               |
| 16 | PO   | Tom Pietermaat                               |
| 17 | NA   | Lawrence Shankland                           |
| 18 | PO   | Ryan Sanusi                                  |
| 20 | PO   | Ramiro Vaca                                  |

| Nr | Poz. | Piłkarz                                             |
| -- | ---- | --------------------------------------------------- |
| 21 | PO   | Abraham Okyere                                      |
| 27 | OB   | Réda Halaïmia                                       |
| 28 | PO   | Ismaila Coulibaly (wypożyczony z Sheffield United)  |
| 29 | OB   | Thibault De Smet (wypożyczony z Reims)              |
| 31 | BR   | Mike Vanhamel                                       |
| 38 | NA   | David Mukuna-Trouet                                 |
| 41 | PO   | Mohamed Amine Belhadj                               |
| 44 | OB   | Mauricio Lemos (wypożyczony z Fenerbahçe)           |
| 55 | OB   | Stipe Radić                                         |
| 66 | OB   | Apostolos Konstantopoulos                           |
| 72 | BR   | Antoine Lejoly                                      |
| 77 | NA   | Leon Kreković                                       |
| 99 | NA   | Abdoulie Sanyang (wypożyczony z Superstars Academy) |
| -- | NA   | Felipe Micael                                       |

## Struktura klubu

### Stadion
Klub piłkarski rozgrywa swoje mecze domowe na Stadionie Olimpijskim w Antwerpii o pojemności 12 772 widzów, mając jedynie miejsca siedzące. Wcześniej klub grał na miejscowym stadion w Wilrijk.

## Kibice i rywalizacja z innymi klubami

### Derby
- Royal Antwerp FC